# Attheyella dogieli
Attheyella dogieli är en kräftdjursart som först beskrevs av Rylov 1923.  Attheyella dogieli ingår i släktet Attheyella och familjen Canthocamptidae. Inga underarter finns listade i Catalogue of Life.